# Taiping Yulan

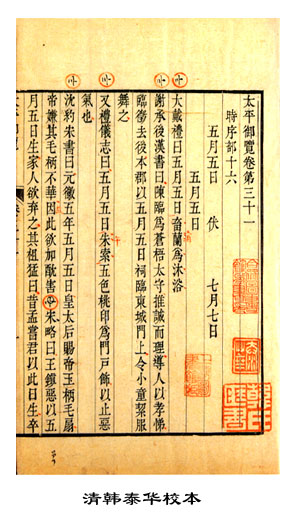
Le Tàipíng Yùlǎn.

Le Tàipíng Yùlǎn (chinois simplifié : 太平御览 ; chinois traditionnel : 太平御覽), autrefois Taiping leibian[réf. nécessaire],  ou (Encyclopédie à) relecture impériale (de l'ère) Taiping, est une volumineuse encyclopédie de plus de 1000 volumes compilés durant la dynastie des Song (977 — 983). C'est l'un des Quatre grands livres des Song. Elle est le fruit du travail de nombreux auteurs sous la direction du mandarin Li Fang, qui l'a éditée en 983 et contient plus de 4,7 millions de sinogrammes. Elle inclut des citations sur 2 579 sujets, incluant la poésie, les proverbes, les stèles, etc.
L'empereur Taizong est réputé avoir lu l'intégralité de l'ouvrage en un an à raison de 3 volumes par jour. 